# Nikon D60
Die Nikon D60 ist eine digitale Spiegelreflexkamera des japanischen Herstellers Nikon, die im März 2008 als direkter Nachfolger der D40X in den Markt eingeführt wurde. Der Hersteller richtete sie an Einsteiger-Fotografen.

## Technische Merkmale
Der 10,2-Megapixel-Bildsensor erlaubt Aufnahmen mit maximal 3872 × 2592 Pixeln. Er besitzt eine Größe von 23,6 mm × 15,8 mm (Herstellerbezeichnung DX-Format).
Objektive, die an der Kamera betrieben werden sollen, müssen über einen eigenen Autofokusmotor verfügen, wenn automatisch fokussiert werden soll.
Die Kamera enthält den Nikon-EXPEED-Bildprozessor, der auch in anderem Modellen des Herstellers zum Einsatz kommt.
Sie hat im Weiteren folgende Merkmale:
- Die Stop-Motion-Funktion ermöglicht die Erstellung von Zeitraffer-Sequenzen aus einer Bilderserie
- Bildsensor-Reinigung
- Vertikale Informationsanzeige, die Informationsanzeigen werden automatisch beim Wechsel ins Hochformat gedreht
- Fokusskala (Individualfunktion Nr. 19; sie erleichtert die manuelle Fokussierung von Objektiven ohne eigenen Motor)
- Airflow-Control-System